# لينكا نميتشكوفا
لينكا نميتشكوفا مواليد 20 أبريل 1976 في برنو، تشيكوسلوفاكيا، هي لاعبة كرة مضرب تشيكية سابقة بدأت مسيرتها كمحترفة سنة 1994، اعتزلت اللعب في 2006. أعلى تصنيف لها في الفردي كان المركز الـ 72 في سنة 1998. أعلى تصنيف لها في الزوجي كان المركز الـ 85 في سنة 1997.

## النهائيات

### الفردي: 1 (0–1)
| الحصيلة | الرقم | التاريخ        | الدورة              | الأرضية | المنافس        | النتيجة  |
| ------- | ----- | -------------- | ------------------- | ------- | -------------- | -------- |
| الوصافة | 1.    | 22 سبتمبر 1997 | سورابايا، إندونيسيا | ترابية  | دومينيك مونامي | 1–6, 3–6 |

### الزوجي: 3 (1–2)
| الحصيلة | الرقم | التاريخ       | الدورة                            | الأرضية | الشريك       | المنافس                              | النتيجة       |
| ------- | ----- | ------------- | --------------------------------- | ------- | ------------ | ------------------------------------ | ------------- |
| الوصافة | 1.    | 21 أبريل 1997 | جاكرتا، إندونيسيا                 | صلبة    | يوكا يوشيدا  | كيري آن غوس كريستين كونسي            | 4–6, 7–5, 5–7 |
| الوصافة | 2.    | 9 يوليو 2001  | فيينا، النمسا                     | ترابية  | فانيسا هينكه | باولا سوريس باتريشيا تارابيني        | 4–6, 2–6      |
| الفوز   | 1.    | 8 أكتوبر 2001 | بطولة الصين المفتوحة للتنس، الصين | صلبة    | ليزل هوبر    | إيفي دومينيكوفيتش تامارين تاناسوجارن | 6–0, 7–5      |

## روابط خارجية
- لينكا نميتشكوفا على موقع رابطة محترفات التنس (الإنجليزية)
- لينكا نميتشكوفا على موقع الاتحاد الدولي لكرة المضرب (الإنجليزية)
- لينكا نميتشكوفا على موقع كأس بيلي جين كينغ (الإنجليزية)
- لينكا نميتشكوفا على موقع بطولة ويمبلدون (الإنجليزية)
- لينكا نميتشكوفا على موقع خلاصة التنس.كوم (الإنجليزية)